# ニシノシマホウキガニ
ニシノシマホウキガニ（西之島箒蟹、学名：Xenograpsus novaeinsularis）は、エビ目・カニ下目・イワガニ科に分類されるカニ。
小型のカニで、鉗脚の先端に毛が生えていて、これにより低質表面の微生物のフィルムを掃き集め摂食することからこの名がついた。
1975年に東京都小笠原村の西之島の1973年から1974年の噴火を受けた学術調査にて火山活動で新たに形成された内湾の奥部にて高密度の個体群が発見され、新属新種のカニとして記載されたが、火山活動終息後より進行した波浪等による火山噴出物の運搬により、まもなく生息域の湾が火山砕屑物で閉塞、さらに埋まってしまった。絶滅したと思われたが、1993年にトカラ列島・悪石島と火山列島・北硫黄島でも生息していることが判明した。いずれの場所でも浅海の海底温泉の岩場付近で発見されている。

## 原記載論文
TAKEDA, M., & Miyake, S. (1976). Crabs of the Ogasawara Islands. List of the known species. Researches on Crustacea, 7, 101-115.